# Karl I av England

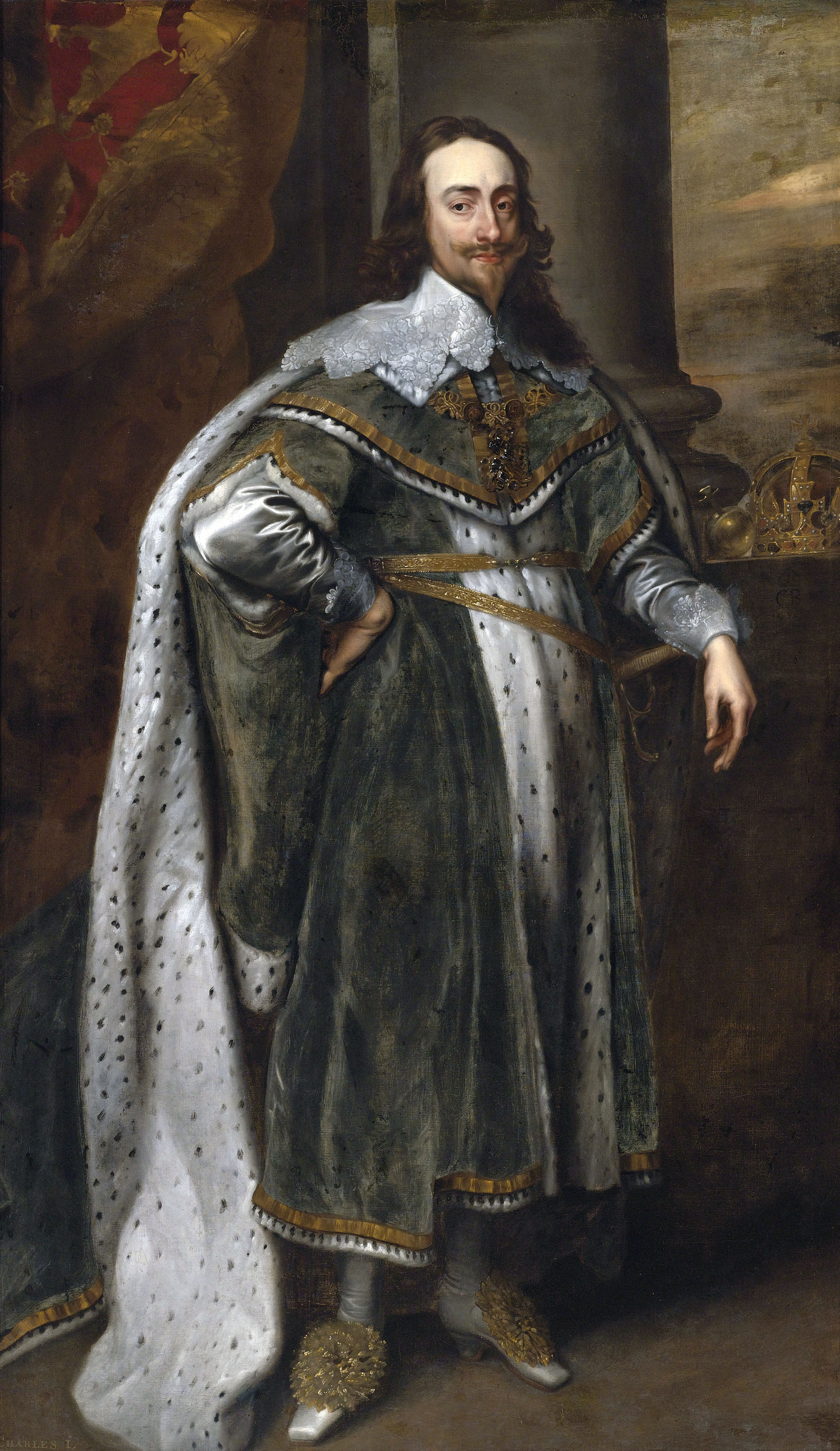
Karl I, målning av Anthonis van Dyck från 1636.

Karl I (engelska: Charles I), född 19 november 1600 på Dunfermline Palace i Fife i Skottland, död 30 januari 1649 i Westminster i London, var kung av England, Irland och Skottland från 1625 till 1649. Han störtades av parlamentsstyrkorna anförda av Oliver Cromwell i det engelska inbördeskriget och avrättades.

## Första tid
Karl I var son till Jakob I av England och Anna av Danmark. Karl, som var föräldrarnas andre son, föddes i Dunfermline i Skottland, fick 1605 titeln hertig av York, blev vid sin äldre broder Henriks död 1612 tronföljare och erhöll i november 1616 titeln prins av Wales. Redan 1614 hade förhandlingar av kung Jakob inletts om Karls giftermål med en spansk prinsessa och de fortsattes med avbrott till 1623, då Karl och faderns gunstling hertigen av Buckingham företog en resa till Madrid i februari till oktober för att göra slag i saken. Då de emellertid där upptäckte, att förbindelsens politiska syfte, återgivandet av Pfalz åt Karls svåger, den fördrivne kurfursten Fredrik V, inte var möjligt, och då enighet ej kunde uppnås om den grad av religionsfrihet Englands katoliker skulle få åtnjuta, avbröts förhandlingarna, varpå Karl och Buckingham efter hemkomsten påtvingade Jakob sin nya skarpt antispanska politik.
Karl slöt nu istället fördrag om giftermål med franske kungen Ludvig XIII:s syster Henrietta Maria i (november 1624) och äktade henne genom ombud (1 maj 1625), en månad efter det att han vid sin faders död, 27 mars samma år, efterträtt denne på tronen. I strid mot det bestämda löfte han hade givit till parlamentet utfäste sig Karl i giftermålsfördraget att bevilja katolikerna en friare ställning. Detta blev upphovet till den med åren allt mer fördjupade schism mellan honom och folkrepresentationen som senare kom att orsaka hans fall.

## Konflikten med parlamentet

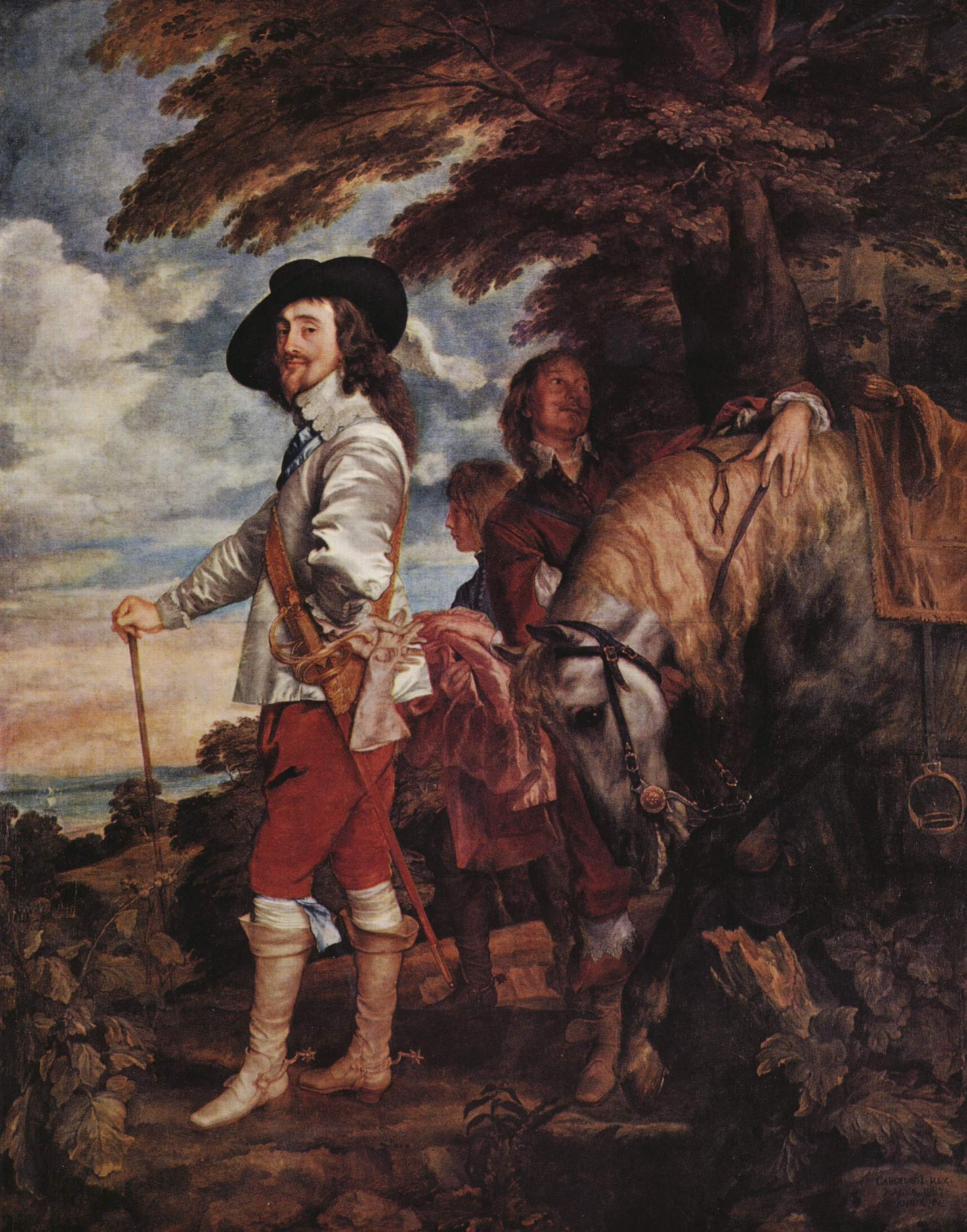
Karl I av England och Skottland, målning av Anthonis van Dyck från cirka 1635.

Schismen mellan Karl I och parlamentet gällde först gunstlingen Buckinghams maktställning (till dennes död 1628), sedermera kungens godtyckliga beskattningsåtgärder och våldsamma ingrepp i undersåtarnas personliga och religiösa frihet; utöver detta stämde Karls vacklande utrikespolitik illa överens med parlamentets varma sympatier för de beträngda protestantiska trosbröderna på kontinenten. 
Det tredje parlamentet, år 1628, tvingade kungen – som var i stort behov av pengar – att anta Petition of Right. Genom denna förbjöds kronan att uppta tvångslån, att häkta någon utan domstolsbeslut och utan iakttagande av lagliga former samt att tillämpa krigslagarna i fredstid och mot fredliga medborgare. Men knappt var lagen utfärdad förrän kungen överträdde den, och så utbröt tvisten med parlamentet på nytt. Den 2 mars 1629 hemsände Karl även sitt tredje parlament och beslutade att regera utan att höra folkets ombud. Under elva års tid upprätthöll Karl detta system.
Mycket missnöje bland puritanerna väckte den av ärkebiskop Laud ledda högkyrkliga uniformitetspolitiken, och Irlands styresman, earlen av Strafford, vilken redan tidigare genom skriftliga råd styrkt Karl i hans enväldestendenser, uppväckte, då han 1639 hemkallades och blev ledande minister, emot sig inom puritanska och parlamentskretsar stor förbittring. 
När Karl, efter att ha misslyckats i sitt försök att påtvinga de presbyterianska skottarna episkopalismen, sökte ekonomiskt stöd hos engelska parlamentet för att tukta dem med vapenmakt, utvecklade sig konflikten till en kris. Skottarna reste sig 1637 och nationen ingick en högtidlig förbindelse (covenant) att upprätthålla den protestantiska religionen samt landets fri- och rättigheter. Karls tillgångar tog snart slut och hans odisciplinerade soldater fick inte ut sin sold och rymde. Kungen såg sig då nödsakad att inkalla parlamentet.

## Inbördeskrigets inledning
Det så kallade "korta parlamentet" (13 april–5 maj 1640) upplöstes, eftersom det krävde förlikning med skottarna som villkor för penninganslag. Skottarna företog därpå ett infall i England, och Karl blev tvungen att sammankalla ett nytt parlament, det så kallade "långa parlamentet", som öppnades 3 november samma år. Detta gick djärvt till räfst med enväldespolitikens verktyg, av vilka Karl offrade Strafford och Laud, som avrättades; inskränkningar i kungamakten beslöts, och Karls vacklande politik endast påskyndade konfliktens mognande till ett inbördeskrig.
Den 4 januari 1642 begav sig kungen i egen hög person till underhuset för att häkta fem av dess medlemmar. De var dock förvarnade och hade satt sig i säkerhet. Underhuset kallade folket till försvar för frihet och lag. Staden London och landets rika industriområden i söder och öster grep till vapen. Karl lämnade huvudstaden, och i de fattigare, glesare befolkade landskapen i norr och väster, där adeln hade ett övervägande inflytande, samlade man sig under hans fana. Inbördeskriget hade brutit ut mellan de kortklippta puritanerna, "rundhuvudena", och rojalisterna, "kavaljererna".
Karl lät resa sitt standar i Nottingham den 22 augusti 1642, intog en fast ställning kring Oxford och vann till en början flera framgångar mot parlamentets oövade trupper. De kungliga truppernas nederlag i slaget vid Marston Moor den 2 juli 1644 och Newbury den 27 oktober samma år följdes av resultatlösa förhandlingar i Uxbridge (januari till februari 1645), samtidigt varmed Karl utan framgång sökte från flera håll skaffa sig utländsk hjälp.

## Kriget vänder
Parlamentshärens nederlag i början av kriget ledde till att ett ytterlighetsparti uppstod bland puritanerna. Det var independenterna, vars mål var personlig jämlikhet samt fullständigt oberoende i politiska, sociala och kyrkliga förhållanden. En adel och ett prästerskap skulle inte längre utgöra privilegierade stånd; makten skulle ligga hos de troendes samfund, som inte skulle vara underdåniga någon enhetlig kyrka. Gentemot denna lära kunde den moderatare presbyterianismen inte i längden hålla sig uppe. Independenterna fick därtill en ledare i Oliver Cromwell.
Parlamentshärens nyorganisation genom Oliver Cromwell och dennes seger vid Naseby den 14 juni 1645 avgjorde striden. Karl nödgades ta sin tillflykt till den i England inryckta skotska hären (vid slaget vid Newark den 5 maj 1646), intrigerade där utan framgång med presbyterianerna och utlämnades vid skottarnas hemfärd i januari 1647 till parlamentets ombud, men bortfördes i juni samma år av kornett George Joyce från Holdenby House för att stärka independenterna i hären under deras konflikt med parlamentet. Förgäves sökte han genom löften om personliga fördelar vinna härens ledare för sin sak och genom hemliga förhandlingar med skottarna framkallade han det så kallade "andra inbördeskriget" (maj–augusti 1648). Karl hade i november 1647 flytt till ön Wight och hölls där i förvar på Carisbrooke Castle, varifrån han – sedan härens ledare, trötta på hans intrigspel, beslutat att ställa honom till räkenskap för inbördeskrigets olyckor och utdrivit rojalisterna ur parlamentet – flyttades först till Hurst Castle och sedan till Windsor Castle i december 1648.

## Rättegången
Det "rensade" (Pride's Purge) underhuset beslutade den 6 januari 1649 att ställa honom inför en domstol. Överhuset, där tolv lorder infunnit sig, förkastade enhälligt beslutet, men underhuset fäste inget avseende vid det utan förklarade att folket, efter Gud, var den enda källan till all laglig makt.
Karl försvarade sig i Westminster Hall och underkände den olagliga domstolens kompetens. Den 27 januari dömdes han som tyrann, mördare och landsförrädare till döden. Han avrättades den 30 januari på en schavott upprest utanför Whitehall i London.
Karl anses allmänt varit den förste kung som dömdes i domstol och fick på grund av sin avrättning inom vissa kretsar namnet "martyrkonungen".

## Eftermäle
Karl efterlämnade sönerna Karl och Jakob, som efter varandra blev kungar av England, samt döttrarna Maria, förmäld med Vilhelm II av Oranien och moder till kung Vilhelm III, och Henrietta Anna, förmäld med hertig Filip av Orleans.
Karl delade till fullo sin faders åsikter om kungamaktens gudomliga ursprung och oinskränkta omfattning samt torde däri på god tro ha sökt berättigande för de löftesbrott, vilka i förening med hans böjelse för skiftande intriger till sist vållade hans undergång. I sitt enskilda liv var han ett mönster i rena seder och högkyrklig religiositet; hans estetiska läggning gjorde honom till en beskyddare av vitterhet och konst, men förledde honom även till slösaktighet och praktlystnad. Karls skrifter utgavs i Haag 1651.

## Barn
1. Karl
2. Karl II av England
3. Mary, gift med Wilhelm II av Oranien
4. Jakob II av England
5. Elizabeth av England
6. Anne
7. Katharina
8. Henrik, hertig av Gloucester
9. Henrietta av England, gift med Filip av Orléans. Från henne härstammar jakobiternas tronpretendenter efter Henry Benedict Stuarts död 1807.

## Anfäder
|                |  |  |  |  |  |  |  |                      |  |  |  |  |  |  |  |                                   |  |  |  |  |  |  |  | 8. Matthew Stewart, 4:e earl av Lennox      |
|                |  |  |  |  |  |  |  |                      |  |  |  |  |  |  |  |                                   |  |  |  |  |  |  |  |                                             |
|                |  |  |  |  |  |  |  |                      |  |  |  |  |  |  |  | 4. Henry Stuart, Lord Darnley     |  |  |  |  |  |  |  |                                             |
|                |  |  |  |  |  |  |  |                      |  |  |  |  |  |  |  |                                   |  |  |  |  |  |  |  |                                             |
|                |  |  |  |  |  |  |  |                      |  |  |  |  |  |  |  |                                   |  |  |  |  |  |  |  | 9. Margaret Douglas                         |
|                |  |  |  |  |  |  |  |                      |  |  |  |  |  |  |  |                                   |  |  |  |  |  |  |  |                                             |
|                |  |  |  |  |  |  |  | 2. Kung Jakob I (VI) |  |  |  |  |  |  |  |                                   |  |  |  |  |  |  |  |                                             |
|                |  |  |  |  |  |  |  |                      |  |  |  |  |  |  |  |                                   |  |  |  |  |  |  |  |                                             |
|                |  |  |  |  |  |  |  |                      |  |  |  |  |  |  |  |                                   |  |  |  |  |  |  |  | 10. Kung Jakob V av Skottland               |
|                |  |  |  |  |  |  |  |                      |  |  |  |  |  |  |  |                                   |  |  |  |  |  |  |  |                                             |
|                |  |  |  |  |  |  |  |                      |  |  |  |  |  |  |  | 5. Drottning Maria I av Skottland |  |  |  |  |  |  |  |                                             |
|                |  |  |  |  |  |  |  |                      |  |  |  |  |  |  |  |                                   |  |  |  |  |  |  |  |                                             |
|                |  |  |  |  |  |  |  |                      |  |  |  |  |  |  |  |                                   |  |  |  |  |  |  |  | 11. Maria av Guise                          |
|                |  |  |  |  |  |  |  |                      |  |  |  |  |  |  |  |                                   |  |  |  |  |  |  |  |                                             |
| 1. Kung Karl I |  |  |  |  |  |  |  |                      |  |  |  |  |  |  |  |                                   |  |  |  |  |  |  |  |                                             |
|                |  |  |  |  |  |  |  |                      |  |  |  |  |  |  |  |                                   |  |  |  |  |  |  |  | 12. Kung Kristian III av Danmark            |
|                |  |  |  |  |  |  |  |                      |  |  |  |  |  |  |  |                                   |  |  |  |  |  |  |  |                                             |
|                |  |  |  |  |  |  |  |                      |  |  |  |  |  |  |  | 6. Kung Fredrik II av Danmark     |  |  |  |  |  |  |  |                                             |
|                |  |  |  |  |  |  |  |                      |  |  |  |  |  |  |  |                                   |  |  |  |  |  |  |  |                                             |
|                |  |  |  |  |  |  |  |                      |  |  |  |  |  |  |  |                                   |  |  |  |  |  |  |  | 13. Dorothea av Sachsen-Lauenburg           |
|                |  |  |  |  |  |  |  |                      |  |  |  |  |  |  |  |                                   |  |  |  |  |  |  |  |                                             |
|                |  |  |  |  |  |  |  | 3. Anne av Danmark   |  |  |  |  |  |  |  |                                   |  |  |  |  |  |  |  |                                             |
|                |  |  |  |  |  |  |  |                      |  |  |  |  |  |  |  |                                   |  |  |  |  |  |  |  |                                             |
|                |  |  |  |  |  |  |  |                      |  |  |  |  |  |  |  |                                   |  |  |  |  |  |  |  | 14. Hertig Ulrik III av Mecklenburg-Güstrow |
|                |  |  |  |  |  |  |  |                      |  |  |  |  |  |  |  |                                   |  |  |  |  |  |  |  |                                             |
|                |  |  |  |  |  |  |  |                      |  |  |  |  |  |  |  | 7. Sofia av Mecklenburg           |  |  |  |  |  |  |  |                                             |
|                |  |  |  |  |  |  |  |                      |  |  |  |  |  |  |  |                                   |  |  |  |  |  |  |  |                                             |
|                |  |  |  |  |  |  |  |                      |  |  |  |  |  |  |  |                                   |  |  |  |  |  |  |  | 15. Elisabeth av Danmark                    |
|                |  |  |  |  |  |  |  |                      |  |  |  |  |  |  |  |                                   |  |  |  |  |  |  |  |                                             |